# Marzec 1968
Marzec 1968, Marzec ’68 (8–23 marca 1968) – terminem tym najczęściej określa się wielopłaszczyznowy i często trudny do jasnego zdefiniowania kryzys społeczny i polityczny w Polsce, który rozpoczął się w czerwcu 1967 roku, apogeum osiągnął między 1967 a 1968 rokiem, by wygasnąć późnym latem tegoż roku.
Najważniejsze wątki tego kryzysu to ostra walka frakcyjna wewnątrz rządzącej Polską Polskiej Zjednoczonej Partii Robotniczej (PZPR), kryzys społeczny będący skutkiem rozczarowania systematycznym kurczeniem się obszaru swobód obywatelskich i demokracji po wielkich przemianach 1956 roku, wreszcie sięgnięcie przez władze do antysemickich stereotypów i uprzedzeń, co zaowocowało największą po stalinowskich czystkach lat pięćdziesiątych kampanią antysemicką w powojennej Europie i masową emigracją resztek społeczności żydowskiej z Polski.

## Geneza i tło historyczne

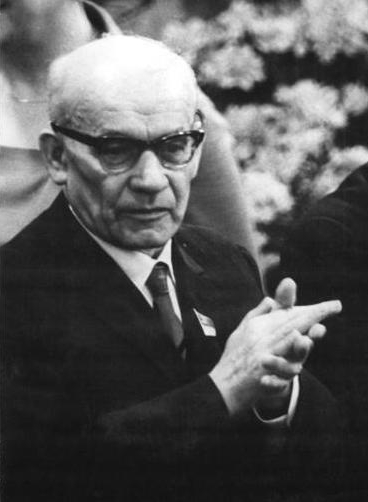
Władysław Gomułka – I sekretarz KC PZPR w latach 1956–1970

Odwilż październikowa przyniosła narodowi polskiemu wiele nadziei, jednak liberalne zmiany zainicjowane przez Władysława Gomułkę na VIII Plenum KC PZPR, takie jak amnestia dla więźniów politycznych, poprawienie stosunków z Kościołem, ograniczenie cenzury czy ukrócenie samowoli organów bezpieczeństwa nie doczekały się realizacji.
Władysław Gomułka, który w momencie obejmowania władzy cieszył się niewątpliwym poparciem społecznym szybko podporządkował sobie nie tylko aparat partyjny, ale także wszystkie instrumenty władzy zapewniające utrzymanie dotychczasowego modelu ustrojowego, choć w formie znacznie złagodzonej w porównaniu z okresem wcześniejszym. Całe następne dziesięciolecie było stopniowym odwrotem od „zdobyczy Października”. Tłem tych wydarzeń była ostra, choć dla opinii publicznej często niejasna, walka frakcji i koterii wewnątrz obozu rządzącego, czyli praktycznie PZPR. W okresie stalinowskim jakakolwiek dyskusja, także w partii nie była możliwa.
„Październik” otworzył taką możliwość i w partii ostro ścierały się dwie grupy, które umownie nazywano „natolińczykami” – i „puławianami”. Pierwsza grupa sprzeciwiała się głębszym reformom systemu. Stała na stanowisku, że za zbrodnie stalinowskie odpowiedzialnych jest kilku działaczy, przede wszystkim pochodzenia żydowskiego. „Puławianie” nie kwestionując zasad ustroju komunistycznego chcieli ustrój liberalizować. W tej sytuacji Gomułka stał się swoistym arbitrem. Początkowo sądzono, że grupa „natolińczykow” przegrała, jednak wkrótce okazało się, że nadzieje „puławian”, a także ogromnej większości Polaków, których głosem stały się środowiska intelektualne, nie spełniają się. Szczególnie widoczne i społecznie kosztowne było to w sferze gospodarki.
Rok 1956 przyniósł w tej dziedzinie znaczący przełom. „Manewr gospodarczy”, który zaczął się – nieśmiało – już pod koniec 1954 roku przyspieszył. Wydatnie zmniejszono wysiłek inwestycyjny, wzrosły nakłady na te sektory, które produkowały dobra konsumpcyjne, zezwalano na „eksperymenty ekonomiczne”, wreszcie masowo rozwiązywano spółdzielnie produkcyjne na wsi. W rezultacie po raz pierwszy przyrost dochodu narodowego wyprzedził przyrost inwestycji, a płace realne wzrosły w latach 1956–1958 o 8%. Jednak wraz z konsolidacją władzy i na tym polu następował regres. Wracała centralizacja, przyspieszano procesy industrializacji według dawnych schematów, a wzrost produkcji osiągano poprzez przyrost zatrudnienia. Na wsi systematycznie podnoszono wymiar świadczeń rzeczowych i utrudniano obrót ziemią. W rezultacie brakowało dóbr konsumpcyjnych i żywności, czemu starano się przeciwdziałać poprzez dotkliwe podwyżki cen. Atmosfera entuzjazmu tak wyraźna w 1956 roku zaczęła ustępować zniechęceniu i rozczarowaniu.
W miarę konsolidowania władzy Gomułka przystąpił też do stopniowego ograniczania, a częściowo także likwidowania swobód demokratycznych wywalczonych w okresie „Października”. Pierwszym wyraźnym sygnałem była likwidacja najbardziej zaangażowanego w październikowe przemiany tygodnika „Po Prostu”, co wywołało burzliwe, choć krótkotrwałe zamieszki w Warszawie. Do ich stłumienia użyto nowo powołanych oddziałów ZOMO. Rozbudowywano aparat policyjny, zaostrzono cenzurę, powrócono do polityki antykościelnej, co przejawiło się np. w usunięciu lekcji religii ze szkół. Działaniom tym towarzyszyła intensywna antyinteligencka kampania propagandowa. Rozpoczęła się seria procesów politycznych wytaczanych osobom współpracującym z emigracją. Gorliwymi wykonawcami tych posunięć byli najbardziej twardogłowi funkcjonariusze partyjni, tacy jak słynny „generał gazrurka” Kazimierz Witaszewski.

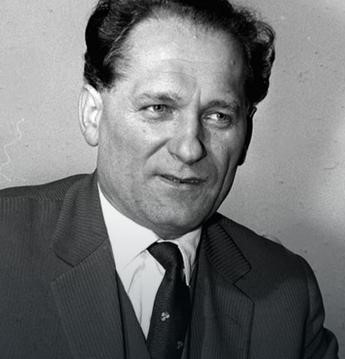
Mieczysław Moczar – minister spraw wewnętrznych w latach 1964–1968

Na początku lat 60. zaczęła się kształtować grupa „partyzantów” (nieformalna frakcja PZPR) skupiona wokół ówczesnego wiceministra, a później Ministra Spraw Wewnętrznych Mieczysława Moczara. Grupa ta chciała wywalczyć władzę w PZPR posługując się retoryką patriotyczno-narodową. Sprzyjało temu przewodniczenie przez Moczara Związkowi Bojowników o Wolność i Demokrację (ZBoWiD). Pod egidą Moczara prowadzona była rehabilitacja wysiłku zbrojnego Armii Krajowej – była ona jednak mocno wybiórcza. Środowisko „partyzantów” tworzyło szereg rozgałęzionych koneksji personalnych, głównie wśród resortów siłowych oraz w drugim garniturze funkcjonariuszy partyjnych i urzędników państwowych. „Partyzanci” podkreślali swoją kombatancką przeszłość w partyzantce Gwardii Ludowej i Armii Ludowej, przeciwstawiając swoje życiorysy życiorysom funkcjonariuszy partyjnych, którzy w czasie wojny przebywali w ZSRR, a nie w kraju (duża część tych działaczy była pochodzenia żydowskiego i była mocno zaangażowana w stalinizm). Na ideologię tej grupy składały się: przechodzący w szowinizm nacjonalizm, antysemityzm, silny syndrom autorytarny, antyinteligenckość i kult siły. Głoszone przez „partyzantów” hasła i ideologia „narodowego komunizmu” znajdowały poparcie w różnych kręgach. Jednym ze środowisk, które jednoznacznie zaangażowało się po stronie Mieczysława Moczara było stowarzyszenie PAX kierowane przez przedwojennego działacza Obozu Narodowo-Radykalnego (ONR) Bolesława Piaseckiego. W okresie Marca wydawana przez PAX prasa była najbardziej radykalna w potępianiu „syjonistycznego spisku”. MSW, kierowane przez Moczara, szczególnie intensywnie zaczęło inwigilować środowiska żydowskie skupiając uwagę na Towarzystwie Społeczno-Kulturalnym Żydów w Polsce, oraz powstałym w 1962 roku warszawskim Klubie Młodzieżowym „Babel”.
Podział zaczął krystalizować się również odnośnie do postrzegania historii. Na początku lat 60. rozgorzała polemika wokół książki płk. Zbigniewa Załuskiego „Siedem polskich grzechów głównych”. Był to jeden z najważniejszych sporów ideologicznych okresu PRL. Do dziś pozostały użyte w tej dyskusji określenia, takie jak „szydercy”, „prześmiewcy”, czy też neologizm „bohaterszczyzna”. Dyskusja pozornie dotyczyła historii, a w istocie chodziło o to, do jakich wartości z przeszłości będziemy się odwoływać. Opowiedzenie się po jednej czy po drugiej stronie sporu stawało się deklaracją polityczną i ideową. Ograniczanie swobód twórczych, antyinteligencka kampania propagandowa, zmniejszanie nakładów książek i ogólna atmosfera „dokręcania śruby” zaowocowały konsolidacją środowisk krytycznych wobec polityki władz.
W tej atmosferze zrodziła się inicjatywa nazwana „Listem 34”. Umiarkowany w treści dwuzdaniowy list skierowany do premiera Józefa Cyrankiewicza dotyczący swobód w dziedzinie kultury, podpisany przez 34 intelektualistów, a przekazany 14 marca 1964 roku został odebrany przez władze jako objaw działań o charakterze opozycyjnym. Wobec autorów zaaranżowano szereg szykan (trudności paszportowe, zapis na nazwiska w prasie, zmniejszenie nakładów książek). Druga połowa lat 60. to szereg procesów takich twórców, jak np. Melchior Wańkowicz (skazany na pozbawienie wolności, ale wyroku nie egzekwowano) czy J. N. Miller. Zmieniono również ustawę o szkolnictwie wyższym, ograniczając autonomię szkół wyższych i zwiększając uprawnienia nadzorcze władz ministerialnych.
W 1964 roku dwaj doktoranci Uniwersytetu Warszawskiego – Jacek Kuroń i Karol Modzelewski – napisali memoriał nazwany „Listem otwartym do partii”, w którym z pozycji marksistowskich – poddali krytyce ustrój panujący w Polsce. Tekst dostał się w ręce bezpieki, autorzy zostali przesłuchani i wydaleni z partii. Gdy jednak próbowali list szerzej kolportować zostali aresztowani i w 1965 roku skazani na ponad 3 lata więzienia. W październiku tego roku z PZPR został usunięty Leszek Kołakowski. Wytoczenie procesu autorom „listu otwartego” wywołało odruch solidarności. Zorganizowano pomoc materialną dla rodzin skazanych. Wokół tych akcji konsolidowało się środowisko, które później nazywano „komandosami”. Komandosi regularnie pojawiali się na zebraniach organizacji młodzieżowych i zetemesowskich, podczas których zadawali kłopotliwe pytania i wygłaszali kontrowersyjne opinie. Próbowano zorganizować demonstracje w obronie Kuronia i Modzelewskiego. Zredagowano zbiorową petycję do władz w obronie zagrożonego relegacją z Uniwersytetu Adama Michnika. W odpowiedzi władze nasiliły inwigilację środowiska, a także administracyjne i sądowe represje. Na trzy lata więzienia skazano autora satyrycznej „opery” Cisi i gęgacze, w której autor ośmieszał władze.

### Nagonka antysemicka przed Marcem 1968
Jednym z ubocznych skutków przełomu 1956 roku było pojawienie się w przestrzeni publicznej retoryki antysemickiej. Miały też miejsce antysemickie ekscesy. Nastroje te były na tyle silne, że w grudniu 1956 roku TSKŻ uchwalił rezolucję domagającą się interwencji władz. W odpowiedzi, w kilku wystąpieniach publicznych zarówno Gomułki, jak i Cyrankiewicza, znalazły się wezwania do zwalczania wszelkich prób dyskryminacji ludności żydowskiej. Najważniejszym jednak posunięciem władz było ponowne wyrażenie zgody na emigrację ludności żydowskiej. Po 1956 roku opuściło Polskę w sumie ok. 42 tysięcy Żydów. W rezultacie w przededniu wojny sześciodniowej 1967 roku w 32 milionowej Polsce pozostało około 25 tysięcy Żydów i ok. kilkadziesiąt tysięcy osób o żydowskich korzeniach, które często nie były tego nawet świadome. Od początku lat sześćdziesiątych trwało wyrzucanie osób żydowskiego pochodzenia z wielu instytucji, zwłaszcza z wojska oraz aparatu MSW. Antysemityzm stał się istotnym elementem polityki obozu skupionego wokół Mieczysława Moczara.
Pretekstem do rozpętania publicznej, otwartej kampanii antysemickiej stał się wybuch 5 czerwca 1967 roku wojny sześciodniowej między Izraelem a krajami arabskimi. ZSRR potępił Izrael i zerwał z nim stosunki dyplomatyczne; tak samo postąpiły władze polskie 12 czerwca. Generał Moczar zaczął zasypywać Gomułkę informacjami o rzekomych wybuchach entuzjazmu w środowiskach, które zaczęto nazywać „syjonistycznymi”. Władze zaczęły organizować wiece w zakładach pracy, potępiające żydowskie „zapędy imperialistyczne”. Pomimo oficjalnego stanowiska władz Polski Ludowej, większość mieszkańców Polski sympatyzowała z Izraelem. Często cytowano powiedzenie „nasi Żydzi pobili ich Arabów”. W związku z tym MSW i podległe im służby zaczęły rejestrować proizraelskie wypowiedzi jako syjonistyczne. Nieznane do tego czasu szerzej pojęcie „syjonizm” stało się podstawą marcowej propagandy. Nastroje wrogie Żydom pojawiły się w kręgach partyjnych, wojskowych i milicyjnych, również wśród prorządowych katolików skupionych wokół Stowarzyszenia „PAX”.
19 czerwca 1967 w Pałacu Kultury i Nauki podczas VI Kongresu Związków Zawodowych Władysław Gomułka wygłosił przemówienie, w którym oskarżył Żydów mieszkających w Polsce o działanie na szkodę państwa. Przemówienie wiązało się z zakończoną dziewięć dni wcześniej wojną sześciodniową. W przemówieniu użył pochodzącego z czasów wojny domowej w Hiszpanii określenia „piąta kolumna”, wzywając jednocześnie do emigracji tych, którzy odczuwają, że słowa te skierowane są pod ich adresem”. Zakończył ten fragment stwierdzeniem, że „każdy obywatel Polski powinien mieć tylko jedną ojczyznę, Polskę Ludową”. Wystąpienie transmitowały radio i telewizja. W prasie sformułowanie „piąta kolumna” usunięto pod wpływem nalegań Edwarda Ochaba (członka Biura Politycznego i przewodniczącego Rady Państwa). Przyczyny wystąpienia Gomułki wyjaśnił Piotr Kostikow – szef sektora polskiego w wydziale zagranicznym KC KPZR. Był on świadkiem rozmowy Leonida Breżniewa (ówczesnego przywódcy ZSRR – sekretarza generalnego KPZR) z Władysławem Gomułką w gabinecie Breżniewa w Moskwie. Leonid Breżniew miał żal do Władysława Gomułki o to, że „w PRL towarzysze żydowscy otwarcie krytykują politykę Kraju Rad wobec państwa Izrael po zwycięskiej dla Żydów wojnie sześciodniowej z Arabami w czerwcu 1967 roku”. Zagniewany Gomułka zadeklarował, że „nie dopuści w Polsce żydowskiej piątej kolumny”. Te słowa o piątej kolumnie powtórzył w transmitowanym przez telewizję i radio przemówieniu na Kongresie Związków Zawodowych.
Przemówienie I sekretarza KC PZPR nasiliło wystąpienia antysemickie i działalność „partyzantów” (nieformalnej frakcji PZPR skupionej wokół Moczara). 7 października 1967 podczas akademii z okazji utworzenia Milicji Obywatelskiej i Służby Bezpieczeństwa Mieczysław Moczar porównał zachowanie armii izraelskiej w stosunku do Arabów do działań armii niemieckiej skierowanej przeciwko Polakom. W tym samym przemówieniu Izrael został przedstawiony jako sojusznik rewizjonistów niemieckich w walce z innymi narodami.
Swoista nagonka na Żydów dosięgnęła struktur PZPR, wojska (zob. czystka antysemicka w Ludowym Wojsku Polskim), milicji, organów bezpieczeństwa i innych instytucji państwowych. Ludzi, u których dopatrywano się pochodzenia żydowskiego lub którzy wypowiadali się głośno o swoich sympatiach prożydowskich zwalniano z pracy, pozbawiano stanowisk, a odsuniętych od władzy zastępowano innymi osobami. Czystka nie ominęła również wyższych uczelni. Profesorów pochodzenia żydowskiego usuwano ze szkół.

### Przemiany w Czechosłowacji
Na zaostrzenie polityki wewnętrznej PRL wpłynęły dodatkowo wydarzenia w Czechosłowacji związane z dojściem do władzy Alexandra Dubčeka na początku 1968 roku i tzw. praskiej wiosny, czyli próby liberalizacji systemu komunistycznego w tym kraju. Władysław Gomułka od samego początku protestował przeciwko reformom w Czechosłowacji, czemu dał wyraz w lutym 1968 roku podczas spotkania z Alexandrem Dubčekiem. W Dreźnie, podczas narady przywódców państw komunistycznych, I sekretarz KC PZPR promował pomysł siłowego zdławienia praskiej wiosny. Społeczeństwo polskie z sympatią odnosiło się do przemian w Czechosłowacji. Podczas Marca 1968 okrzyki na cześć Czechosłowacji pojawiły się podczas manifestacji w Warszawie, Krakowie, Poznaniu i Częstochowie.

### Młodzież przed Marcem 1968 (spis marcowy)
Przed Marcem 1968 młodzież (najczęściej studencka) starała się włączyć w życie polityczne Polski. Powstawały kluby dyskusyjne (m.in. Klub Poszukiwaczy Sprzeczności i Polityczny Klub Dyskusyjny). Młodzi ludzie pozostali aktywni, pomimo nakazu rozwiązania klubów. W połowie lat 60. pojawiło się tzw. środowisko Komandosów skupiające wokół siebie studentów Uniwersytetu Warszawskiego. Komandosi regularnie pojawiali się na zebraniach organizacji młodzieżowych i zetemesowskich, podczas których zadawali kłopotliwe pytania i wygłaszali kontrowersyjne opinie. Władza krytykowała działalność komandosów, zarzucając jej członkom wysoki status materialny i żydowskie pochodzenie. W prasie nazywano studentów „bananową młodzieżą”. Obok studentów swoje niezadowolenie wyrażali także intelektualiści, którzy protestowali przeciwko cenzurze, nasilającym się represjom wobec pisarzy oraz ograniczeniu nakładów na kulturę.

## Przebieg wydarzeń

### „Dziady” i demonstracja 30 stycznia

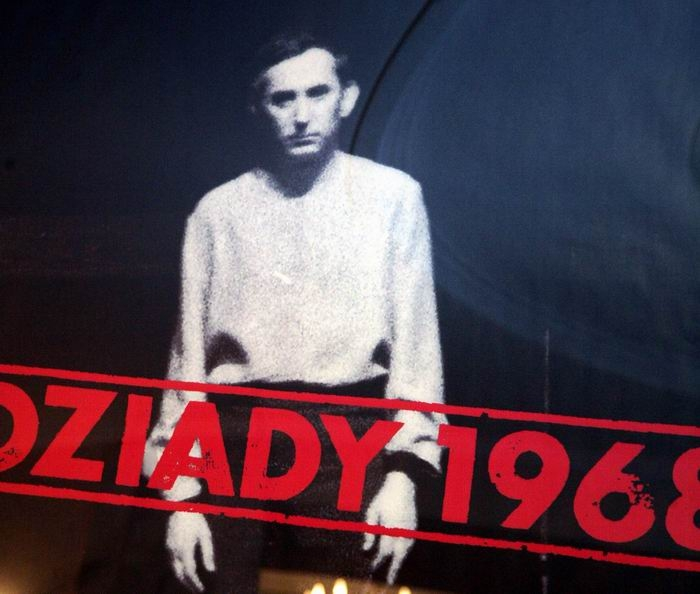
Gustaw Holoubek jako Gustaw w spektaklu Dziady z 1968 r.

W listopadzie 1967 roku przypadała 50. rocznica wybuchu rewolucji październikowej. Z tego powodu w Polsce rozpoczęto przygotowania do szeregu imprez propagandowych, naukowych i kulturalnych. Dyrektor Teatru Narodowego w Warszawie Kazimierz Dejmek zdecydował się wystawić w nowoczesnej inscenizacji Dziady Adama Mickiewicza. Premiera odbyła się 25 listopada 1967 roku. Spektakl nie spodobał się Wydziałowi Kultury KC PZPR, w związku z czym zakazano drukowania pozytywnych recenzji.
Już po pierwszym przedstawieniu pojawiły się spory na temat antyradzieckiej wymowy. 13 grudnia 1967 roku kierownik Wydziału Kultury KC PZPR Wincenty Kraśko zarzucił Dziadom Dejmka szkodliwość polityczną i tendencyjny charakter. Według Kraśki kontrowersje miały wynikać z doboru tekstów, sposobu prowadzenia aktorów oraz inscenizacji poszczególnych fragmentów, nie mówiąc o „dopisanej” scenie finałowej o określonej symbolice ideowo-politycznej. 21 grudnia Dejmek został wezwany na rozmowę z kierownictwem Wydziału Kultury KC. Spektakl skrytykowano za wydźwięk antyradziecki i „religianctwo”. Dejmek tłumaczył, że utwór nie jest antyradziecki, tylko antycarski. Gomułka oświadczył, że „Dziady” wbijają nóż w plecy przyjaźni polsko-radzieckiej.
Krążyły plotki, że ambasador Związku Radzieckiego Awierkij Aristow żądał zdjęcia spektaklu – w rzeczywistości w radzieckim dzienniku „Prawda” ukazała się pozytywna recenzja, ponadto rozważano wystawienie Dziadów w Moskwie.
Pogłoski o niechęci władz wobec sztuki (uwiarygodnione m.in. chorobą Gustawa Holoubka, która wymusiła odwołanie dwóch spektakli) przyczyniły się do wzrostu zainteresowania Dziadami oraz pojawienia się żywej reakcji widzów. Burzliwe oklaski podczas antyrosyjskich scen przyczyniły się do uznania sztuki za „antyradziecką” i wpłynęły na podjęcie decyzji o zawieszeniu wystawiania Dziadów. Jednocześnie dopuszczono możliwość wznowienia przedstawienia po przerwie i uspokojeniu sytuacji.
Po czterech pierwszych przedstawieniach poinformowano Dejmka, że spektakl może być grany tylko raz w tygodniu, młodzieży szkolnej nie można sprzedawać więcej niż 100 biletów po cenach normalnych, reżyser ma też odnotowywać reakcje publiczności (pretekstem było rzekome wznoszenie przez publiczność haseł antyrosyjskich oraz antyradzieckich). 16 stycznia zawiadomiono Dejmka, że 30 stycznia odbędzie się ostatnie przedstawienie. Po ostatnim, 11 przedstawieniu doszło do manifestacji studentów, którzy – wznosząc okrzyki (m.in. „Niepodległość bez cenzury”, wymyślone przez Karola Modzelewskiego, a także „Chcemy kultury bez cenzury!”, „Żądamy zniesienia cenzury”, „Mickiewicz – Dejmek”) – złożyli pod pomnikiem Adama Mickiewicza białe i czerwone kwiaty oraz transparent z napisem „Żądamy dalszych przedstawień”. Protest przygotowali komandosi oraz studenci Państwowej Wyższej Szkoły Teatralnej. Milicja interweniowała już praktycznie po zakończeniu marszu, rozpędzając tłum pałkami i aresztując 35 manifestantów, z których dziewięciu pociągnięto do odpowiedzialności przed kolegium karno-administracyjnym i ukarano grzywnami w wysokości od 500 do 3 tys. zł (wśród ukaranych znaleźli się m.in. Andrzej Seweryn i Jan Lityński).

### „Wojna ulotkowa”

Tablica pamiątkowa na Uniwersytecie Warszawskim, upamiętniająca studentów domagających się w 1968 wolności słowa

O wydarzeniach w Polsce mówiły zagraniczne media, np. „The New York Times” i „The Washington Post” oraz „Radio Wolna Europa”. Rozpoczęła się „wojna ulotkowa”, zainicjowana tekstem dwóch „rewizjonistów” (członków partii, krytykujących politykę PZPR za odejście od doktryny czystego socjalizmu) – Jacka Kuronia i Karola Modzelewskiego pt. Polityczny sens petycji w sprawie „Dziadów”. Studenci z Warszawy i Wrocławia organizowali się w grupy, zbierające podpisy pod petycjami do rządu, w których protestowano przeciwko ograniczeniom w kulturze i żądano przywrócenia przedstawień. Pod petycją podpisało się 4 tys. osób. Najbardziej aktywnym środowiskiem byli „komandosi” (do najbardziej zaangażowanych uczestników należeli: Jacek Kuroń, Adam Michnik, Henryk Szlajfer, Seweryn Blumsztajn, Jan Lityński, Irena Lasota, Karol Modzelewski, Barbara Toruńczyk, Teresa Bogucka, Wiktor Holsztyński, Aleksander Perski).
22 lutego przywódcy ruchu studenckiego podjęli decyzję o zorganizowaniu wiecu w obronie studentów usuniętych z uczelni, w okresie tygodnia od zebrania się Związku Literatów Polskich (ZLP). Zgodnie z planem zebranie to miało odbyć się 29 lutego, a więc data wiecu na UW wypadła na dzień 8 marca. 4 marca dwóch studentów Uniwersytetu Warszawskiego, na wniosek ministra szkolnictwa wyższego Henryka Jabłońskiego, relegowano z uczelni za przedstawienie relacji z zajść reporterom prasy francuskiej. Byli to Adam Michnik i Henryk Szlajfer. 7 marca władze Uniwersytetu Warszawskiego wydały zarządzenie, zgodnie z którym z góry uznano zgromadzenie za nielegalne. Władze nie myślały o ustępstwach i postanowiły prewencyjnie aresztować przywódców studenckiego protestu. 8 marca, wcześnie rano schwytano Szlajfera, Seweryna Blumsztajna, Jana Lityńskiego, Modzelewskiego i Kuronia.

### Protest pisarzy
Do działań studenckich przyłączyło się środowisko literatów, na czele ze Związkiem Literatów Polskich, który poparł zbieranie podpisów pod petycją do sejmu z protestem przeciwko zdjęciu Dziadów. 29 lutego 1968 roku odbyło się nadzwyczajne zebranie Oddziału Warszawskiego Związku Literatów Polskich, na którym przyjęto tzw. rezolucję Andrzeja Kijowskiego, potępiającą politykę kulturalną w PRL, żądającą zniesienia cenzury, przywrócenia swobody twórczej i ponownego umieszczenia Dziadów w repertuarze Teatru Narodowego. Zebranie zwołano na żądania członków oddziału warszawskiego, po raz pierwszy od 1922 roku. Dyskusja podczas zebrania była bardzo burzliwa. Wystąpili m.in.: Antoni Słonimski, Jerzy Andrzejewski, Stefan Kisielewski (który mówił o skandalicznej dyktaturze ciemniaków w polskim życiu kulturalnym, jaką obserwujemy od dłuższego czasu). Ich wypowiedzi (a szczególnie Kisielewskiego) odbiły się szerokim echem. 11 marca Stefan Kisielewski został pobity przez „nieznanych sprawców”, a wokół Pawła Jasienicy rozpętano nagonkę propagandową.

### 8 marca

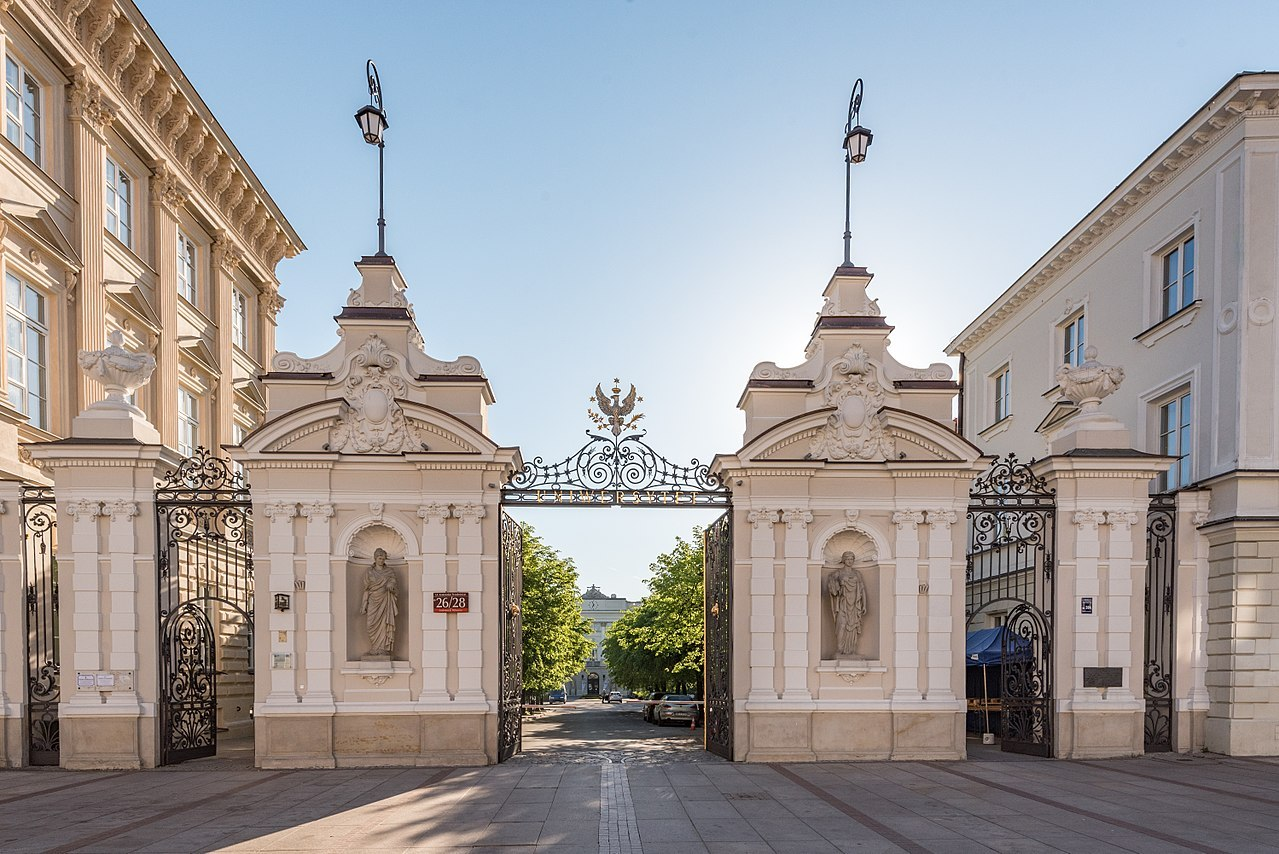
Brama główna, a za nią dziedziniec Uniwersytetu Warszawskiego

Mimo to w południe 8 marca na dziedzińcu UW demonstracja się odbyła. Rozdawano ulotki, w których powoływano się na art. 71 Konstytucji PRL i wzywano do obrony podstawowych swobód obywatelskich. Protestujący uchwalili rezolucję, w której domagali się przywrócenia praw studenckich Michnikowi i Szlajferowi oraz zwolnienia od odpowiedzialności karnej innych studentów, wobec których zastosowano postępowanie dyscyplinarne. Wiec odbywał się w bardzo spokojnej atmosferze.
Kiedy studenci rozchodzili się, na dziedziniec wjechało kilka autokarów z napisem „wycieczka”. Wysiadły z nich oddziały ZOMO i „aktywu robotniczego” (głównie ormowców) ubrane po cywilnemu. Do akcji włączyli się członkowie Związku Młodzieży Socjalistycznej, którzy zaczęli skandować Wichrzyciele z uczelni!, Dajcie się nam spokojnie uczyć!. Funkcjonariusze zaczęli wyłapywać pojedyncze osoby i wywozić je poza teren uniwersytetu. Studenci krzyczeli w stronę napastników Usunąć tajniaków!, Gestapo!, Wolność!. Około godziny 13 profesor Zygmunt Rybicki wezwał studentów do rozejścia się w ciągu kwadransa. Wkrótce potem Rybicki zgodził się na rozmowę pomiędzy zebranymi a delegacją studentów. Delegaci (Ryszard Bugaj, Marcin Król, Zofia Lewicka, Irena Lasota, Jadwiga Staniszkis, Barbara Toruńczyk) domagali się wycofania z terenu uniwersytetu ormowców i milicjantów, wypuszczenia aresztowanych studentów oraz oddania zabranych legitymacji studenckich i indeksów. W wyniku rozmów milicjanci opuścili teren uczelni. Jednak około godziny 14 na teren Uniwersytetu Warszawskiego wkroczyli ormowcy, a o 14:30 zaczęły przybywać umundurowane oddziały milicji z długimi pałkami, w okularach ochronnych i hełmach. Na dziedzińcu rozpoczęła się akcja pacyfikacyjna. Milicjanci atakowali zarówno studentów, jak i pracowników naukowych. Po akcji na terenie UW do końca dnia milicja toczyła walki uliczne. Według informacji MSW 9 marca do walki na ulicach Warszawy ze studentami użyto 1335 funkcjonariuszy umundurowanych, 510 cywilnych oraz 400 ormowców.

### „Masówki” w zakładach pracy
Władze od początku odrzucały możliwość dialogu z młodzieżą. 9 marca miały miejsce pierwsze procesy, w których studentów oskarżono o zakłócenie porządku. Kilka dni po wydarzeniach z 8 marca odbyło się zebranie aktywu społeczno-politycznego w KW PZPR, gdzie zdecydowano o organizowaniu „masówek” w zakładach pracy. Zebrania te miały charakter deklaracji poparcia dla polityki partii. Starannie przygotowane masówki robotnicze urządzano w godzinach pracy w wielu zakładach. Uczestnicy „masówek” domagali się ujawnienia i ukarania wszystkich winowajców awantur, oczyszczenia PZPR z „syjonistów, rewizjonistów i kosmopolitów” oraz wyrażali poparcie dla Władysława Gomułki. Powszechnie znanymi hasłami z tego typu spotkań były: „Literaci do pióra, studenci do nauki”, „Syjoniści do Syjonu” (ale także błędne „Syjoniści do Syjamu”), „Syjoniści do Dajana”, „Oczyścić partię z syjonistów”. Masówki transmitowano w telewizji. Zdarzało się, że tło dźwiękowe dogrywano z meczów piłkarskich, gdyż w rzeczywistości robotnicy nie wyrażali głośnego aplauzu.
9 marca prasa donosiła, że „aktyw robotniczy” wezwał studentów do nieprowokowania zamieszek i rozejścia się. Tego samego dnia odbyła się demonstracja na Politechnice Warszawskiej, a w kilku miejscach stolicy doszło do starć z milicją i aresztowań. Dla uzupełnienia sił ściągnięto słuchaczy Szkoły Oficerskiej MO w Szczytnie oraz Szkoły Podoficerskiej MO w Pile. Pomimo okrzyków „Nie bijcie kobiet”, milicjanci bili także kobiety.
11 marca w Warszawie odbyła się kolejna demonstracja studencka, podczas której przyjęto rezolucję. Tekst rezolucji rozplakatowano na wszystkich wydziałach Uniwersytetu Warszawskiego (za zgodą władz uczelni). Dokument przekazano do Sejmu, na ręce premiera Józefa Cyrankiewicza i Henryka Jabłońskiego. W uchwale studenci ponownie wyrazili swój protest przeciwko łamaniu konstytucji, atakom milicji i ORMO, ingerowaniu władz bezpieczeństwa w życie akademickie oraz antysemityzmowi i domagali się przywrócenia praw uniwersyteckich relegowanym studentom. Wiec przeniósł się na ulice Warszawy. Jeden z pochodów skierował się w stronę gmachu Komitetu Centralnego (na ulicy Nowy Świat). W okolicach budynków maszerujący tłum został rozbity przy użyciu gazu łzawiącego i armatek wodnych. Inny pochód szedł na ulicę Belwederską, w stronę ambasady ZSRR. Kolejny zmierzał na ulicę Rakowiecką, do więzienia, w którym przetrzymywano więźniów politycznych.
W wydawanym przez Stowarzyszenie „Pax” dzienniku „Słowo Powszechne” ukazał się artykuł pt. Do studentów Uniwersytetu Warszawskiego, w którym genezy zamieszek szukano w spisku Izraela i Niemieckiej Republiki Federalnej przeciwko Polsce. Według artykułu prowodyrami zamieszek byli rodzinni i duchowi potomkowie zbankrutowanych politycznie syjonistów.
Kampania antysemicka weszła w decydującą fazę podczas protestów studenckich. 11 marca 1968 roku pojawiła się ulotka „Kogo popieracie?”. Anonimowi autorzy przestrzegali studentów przed bananową młodzieżą, z której wyłonili się prowokatorzy nawołujący do wystąpień. Na liście dołączonej do ulotki wymieniono członków klubu „Babel” (Aleksandra Smolara, Henryka Szlajfera, Józefa Dajczgewanda). Klub postrzegano jako centrum antypaństwowego spisku.

### Protesty w innych miastach
Rewolucyjna atmosfera rozszerzyła się na pozostałe warszawskie uczelnie, a następnie, poprzez siatkę emisariuszy, „rozlała” się po całym kraju. W większości znaczących ośrodków akademickich odbyły się wiece, z których część zakończyła się starciami z milicją (Warszawa, Gdańsk, Gliwice, Katowice, Kraków, Lublin, Łódź, Wrocław, Poznań, Szczecin, Radom), część zakończyła się spokojnie (Białystok, Bydgoszcz, Olsztyn, Opole, Toruń). Demonstracje poparcia odbyły się także w miastach, w których nie było wówczas szkół wyższych (Bielsko-Biała, Legnica, Tarnów). Podczas protestów pozawarszawskich pojawiły się hasła solidarności z Warszawą, antykomunistyczne i wolnościowe. 15 marca w Gdańsku odbyła się największa w skali kraju manifestacja. Udział w niej wzięło 20 tys. osób.
1 maja 1968 studenci przemaszerowali przez Wrocław.

### Wiec PZPR w Sali Kongresowej

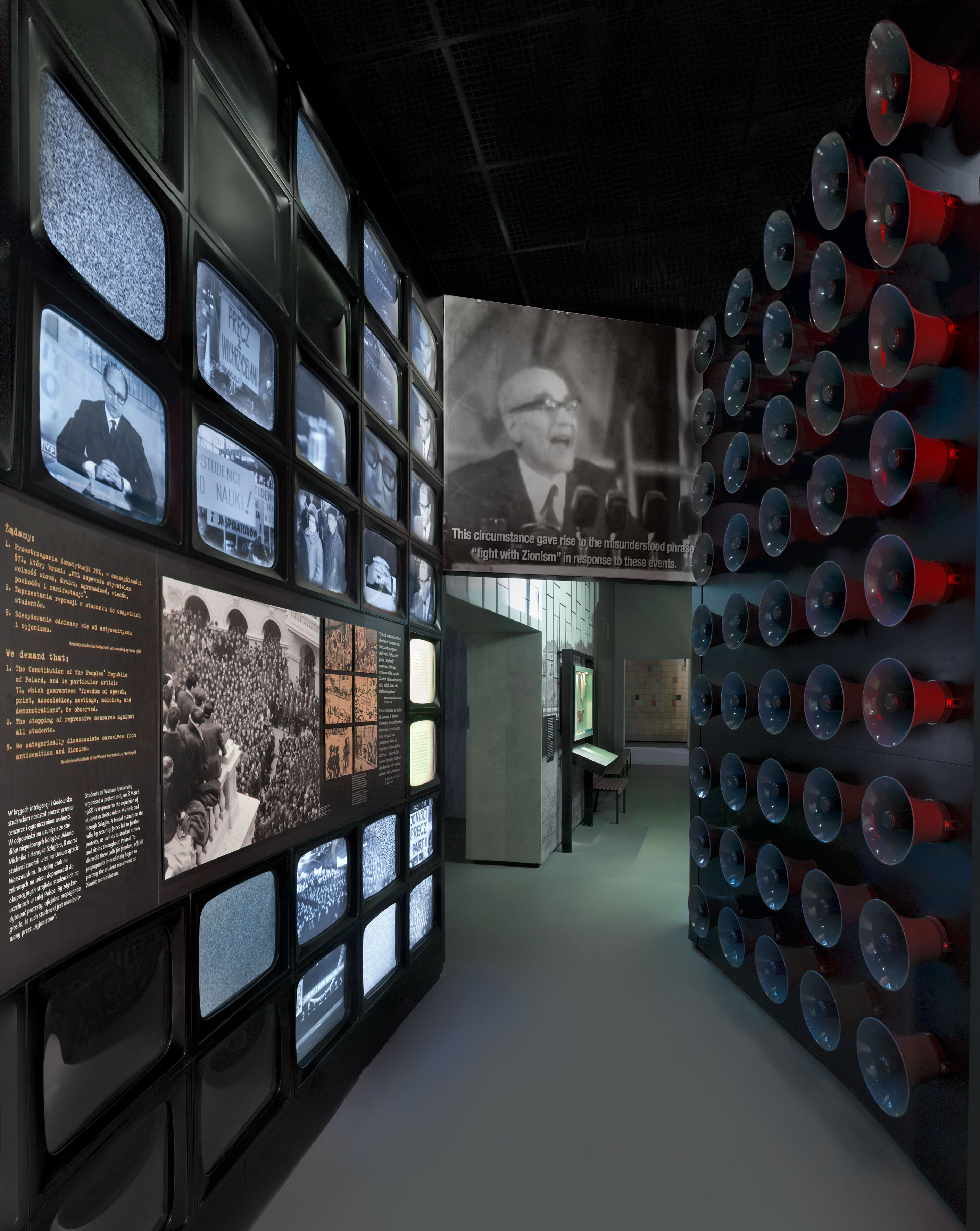
Fragment ekspozycji poświęconej wydarzeniom marcowym w Muzeum Historii Żydów Polskich w Warszawie

19 marca w Sali Kongresowej odbył się wiec PZPR. Organizatorem miał być Józef Kępa – I sekretarz stołecznej organizacji partyjnej. Spotkanie otworzył Kępa, a po krótkich wystąpieniach (m.in. Edwarda Gierka) głos zabrał Władysław Gomułka. I sekretarz KC PZPR rozpoczął swoje przemówienie od stwierdzenia, że linia podziałów w czasie ostatnich wydarzeń nie przebiegała wzdłuż linii robotnicy-studenci, lecz pomiędzy zwolennikami i przeciwnikami socjalizmu. Gomułka potępił liderów protestów, przy czym pozostałych studentów biorących udział w zajściach nazwał „nieświadomymi”. Następnie skrytykował spektakl „Dziady”, zarzucając temu przedstawieniu świadome przemycanie antyradzieckich treści. Przy tej okazji zaatakował Związek Literatów Polskich, Stefana Kisielewskiego, Janusza Szpotańskiego (autora sztuki Cisi i gęgacze, czyli bal u prezydenta wyśmiewającej rządy Gomułki) oraz Pawła Jasienicę. I sekretarz KC PZPR zarzucił Jasienicy dezercję, działalność w brygadzie „Łupaszki”, współpracę z Urzędem Bezpieczeństwa (która miała go uchronić przed aresztowaniem).
Następnie Władysław Gomułka opisał wiec na Uniwersytecie Warszawskim i przygotowania do niego. Według I sekretarza winnymi zamieszek byli studenci pochodzenia żydowskiego. Jednocześnie przywódca PZPR rozważał nad historią Polski. Przypomniał, że Polska w latach 1795 i 1939 utraciła niepodległość przez politykę ówczesnych władz, przy czym tylko komuniści podczas II wojny światowej dostrzegli drogę pomyślnego rozwoju Polski poprzez zmianę ustroju i sojusz ze Związkiem Radzieckim, który zagwarantował zachodnią granicę. Walka z partią miała być skierowana w fundamenty bytu narodowego Polski.
Po zaatakowaniu rewizjonistycznych naukowców (m.in. Bronisława Baczki i Leszka Kołakowskiego) Gomułka zaczął mówić o syjonistach. I sekretarz podzielił obywateli Polski żydowskiego pochodzenia na trzy grupy: nacjonalistów, kosmopolitów oraz tych, którzy uznali Polskę za jedyną ojczyznę. W stosunku do nacjonalistów Gomułka powiedział, że jest gotów wydać im emigracyjne paszporty. Żydowskich kosmopolitów Gomułka zilustrował fragmentem felietonu Antoniego Słonimskiego z „Wiadomości Literackich” z 1924 roku. W felietonie Słonimski przyznawał, że nie czuje się ani Polakiem ani Żydem. Następnie Gomułka wziął w obronę trzecią grupę, podkreślając jej zasługi dla budowy PRL. W podsumowaniu I sekretarz stwierdził, że jedynym miernikiem oceny obywatela polskiego jest jego postawa wobec ustroju socjalistycznego oraz żywotność interesów Polski i Polaków.
Przemówienie Władysława Gomułki trwało dwie godziny. Wystąpienie co chwilę przerywali widzowie oklaskami i okrzykami. Podczas fragmentu poświęconego syjonistom aktyw wzniósł okrzyki śmielej, śmielej. Z sektora zajmowanego przez Komitet Dzielnicowy PZPR na Woli rozległy się okrzyki Gierek, Gierek! (obok skandowanego Wiesław, Wiesław!). Wiec zgromadził ok. trzech tysięcy aktywistów partyjnych ze stolicy (sekretarzy komitetów zakładowych, wojskowych, ormowców, działaczy organizacji młodzieżowych). Wiec był transmitowany w radiu i telewizji. Z jednej strony przemówienie Gomułki zawierało atak na „syjonistów” sankcjonując niejako dotychczasową kampanię prowadzoną pod hasłami „antysyjonistycznymi”, z drugiej jednak strony ujęcie „problemu żydowskiego” zasadniczo odbiegało od tonu propagandy marcowej i było przez niektórych odczytywane jako chęć wyhamowania nagonki antysemickiej.
Podobny wiec zorganizował w Katowicach ówczesny sekretarz Komitetu Wojewódzkiego Edward Gierek. Podczas wiecu Gierek przestrzegał przed „mąceniem śląskiej wody”, która może „pogruchotać kości”. Wśród inspiratorów antysemickiej nagonki występował również ówczesny sekretarz KC PZPR Władysław Kruczek.

### Zwolnienia naukowców
21 marca Politechnika Warszawska ogłosiła 48-godzinny strajk okupacyjny, a na Uniwersytecie Warszawskim odbył się kolejny wiec. Decyzją Henryka Jabłońskiego zostali zwolnieni: profesorowie Bronisław Baczko, Włodzimierz Brus, Leszek Kołakowski, Stefan Morawski, docenci Zygmunt Bauman i Maria Hirszowicz-Bielińska. Równocześnie prasa zaczęła szkalować zwolnionych pracowników naukowych. 28 marca odbył się ostatni wiec, na którym studenci domagali się przywrócenia do pracy zwolnionych profesorów i docentów i zaprzestania ataków z prasy. Na wiecu uchwalono Deklarację Ruchu Studenckiego autorstwa Jakuba Karpińskiego, Andrzeja Mencwela i Jadwigi Staniszkis. W deklaracji żądano swobody zrzeszeń, wolności opinii, zniesienia cenzury, wprowadzenia społecznej kontroli własności państwowej i przestrzegania praw obywatelskich, niezawisłego sądownictwa i powołania Trybunału Konstytucyjnego.
Po ostatnim wiecu władze uczelni skreśliły z listy studentów 34 osoby i zawiesiły w prawach studenta kolejne 11. Pod koniec marca rozwiązano wydziały Ekonomii i Filozofii, cały trzeci rok na Wydziale Matematyczno-Fizycznym oraz psychologię na Wydziale Pedagogicznym. Na mocy tej decyzji 1616 osób przestało być studentami. Większość relegowanych studentów wcielono do wojska (niektórzy uczestniczyli w operacji „Dunaj”, która miała zatrzymać reformy polityczne w Czechosłowacji).

### Dalsze działania władz
Po rozprawieniu się przez partię ze studentami i naukowcami zajęto się dalszymi prześladowaniami osób pochodzenia żydowskiego. Z PZPR wyrzucono ponad 8 tysięcy członków, zwolnienia dotknęły także SB, MO, a także urzędy centralne i terenowe, administrację państwową, wojsko, media, oświatę, służbę zdrowia i środowiska naukowe. Za tą akcją stała przede wszystkim frakcja „partyzantów”, widząca w rozrzedzeniu dotychczasowych struktur rządzących szanse na awans.
Na kwietniowym posiedzeniu Sejmu w 1968, gdzie szczegółowo zajęto się interpelacją Koła Poselskiego Znak, skierowaną do Sejmu jeszcze 11 marca, a zawierającą sprzeciw wobec brutalnych akcji MO i ORMO i nieprzestrzegania praw obywatelskich. Wystąpienia poszczególnych polityków partyjnych miały wrogie zabarwienie, pełne były oszczerstw i demagogii. Oskarżono „niepokornych” posłów o reakcjonizm oraz nazwano ich „polityczną resztówką w Sejmie”. Na posiedzeniu tym zdecydowano też o wielu ważnych zmianach personalnych w partii. Na znak protestu przeciwko antysemickiej nagonce, Edward Ochab i Adam Rapacki zrezygnowali ze swoich stanowisk. Dokonano też kolejnych zmian na tle narodowościowym.

### Zakończenie marcowej kampanii
Antysemicka kampania zaczęła się kończyć w połowie 1968 roku.
5 maja doszło do spotkania Gomułki z egzekutywą Komitetu Wojewódzkiego PZPR w Warszawie kierowanego przez jednego z najbardziej aktywnych uczestników wydarzeń Marca – Józefa Kępę. Gomułka podczas przemówienia stwierdził, że „(...) wystąpił szereg wypaczeń (...). Jedna sprawa praca, a druga polowanie na Żydów”. W rozmowie z Kępą mówił odnośnie do działań aparatu partyjnego: „To jest niedopuszczalne w Partii! Jeśli Partia ma być antysemicka, to ja mam w dupie taką partię!”. Podczas spotkania kierownictwa partii z Sekretariatem KC (29 maja) Władysław Gomułka polecił zakończyć akcję rozliczeniową. 24 czerwca na zlecenie władz cenzura wprowadziła zalecenie, by zaniechać kontynuowanie kampanii. W czerwcu egzekutywa Komitetu Wojewódzkiego partii w Warszawie skierowała do swoich członków list, w którym stwierdzono: „W słusznym dążeniu do poprawy sytuacji kadrowej wystąpiły jednak pewne nieprawidłowości oraz miały miejsce nietrafne i niesprawiedliwe decyzje. (...) Trzeba zwrócić uwagę, że wystąpiły próby wykorzystania sytuacji dla przeprowadzenia porachunków osobistych, dało sobie znać niepotrzebne zacietrzewienie, gromadzenie różnymi metodami i za wszelką cenę tzw. dowodów i argumentów, niekiedy z odległej przeszłości zamiast odpowiedzialnej i rzeczowej oceny (...) (...) Miały miejsce pożałowania godne wypadki przedstawiania świadectwa chrztu jako dowodu polskości. Podejrzenie, iż dany towarzysz jest pochodzenia żydowskiego, było dla niektórych ludzi faktycznym powodem szerzenia różnego rodzaju, częstokroć niesprawdzonych zarzutów. Te z gruntu obce naszej partii metody postępowania, wymagające zdecydowanego potępienia, były niejednokrotnie stosowane przez elementy skorumpowane, pragnące „odegrania się” (...). Partii naszej obce są wszelkie próby wartościowania ludzi według narodowości, obcy jest wszelki nacjonalizm, wszelki rasizm. (...) W procesie politycznego ożywienia wypłynęli tu i ówdzie różni „sezonowi aktywiści”, poszukujący dla siebie taniego poklasku chociażby za cenę krzywdzenia niewinnych ludzi, szerzenia nacjonalizmu i wypaczania sensu naszej polityki.”.

### Masowa emigracja

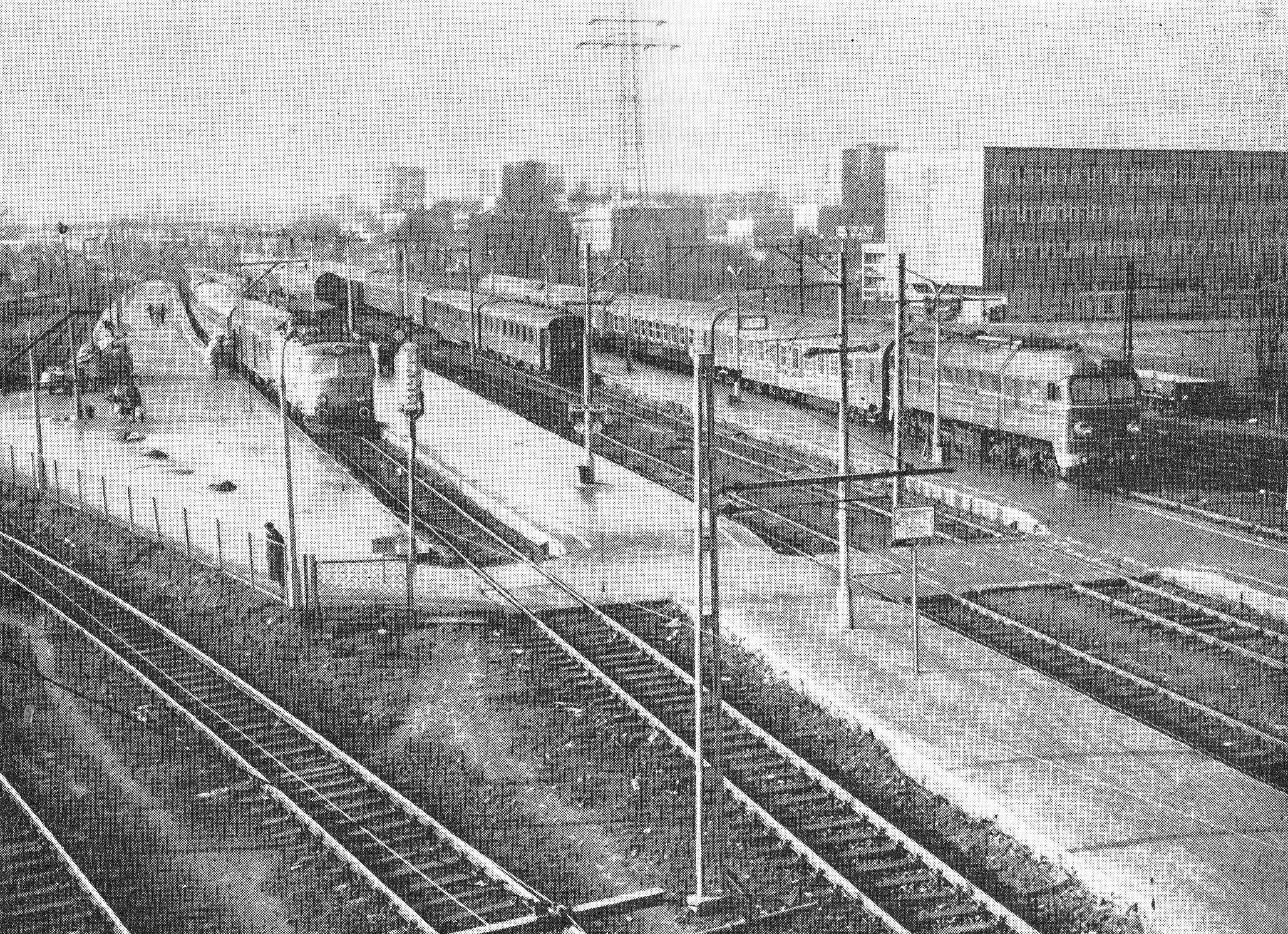
Dworzec Gdański (Warszawa Gdańska)

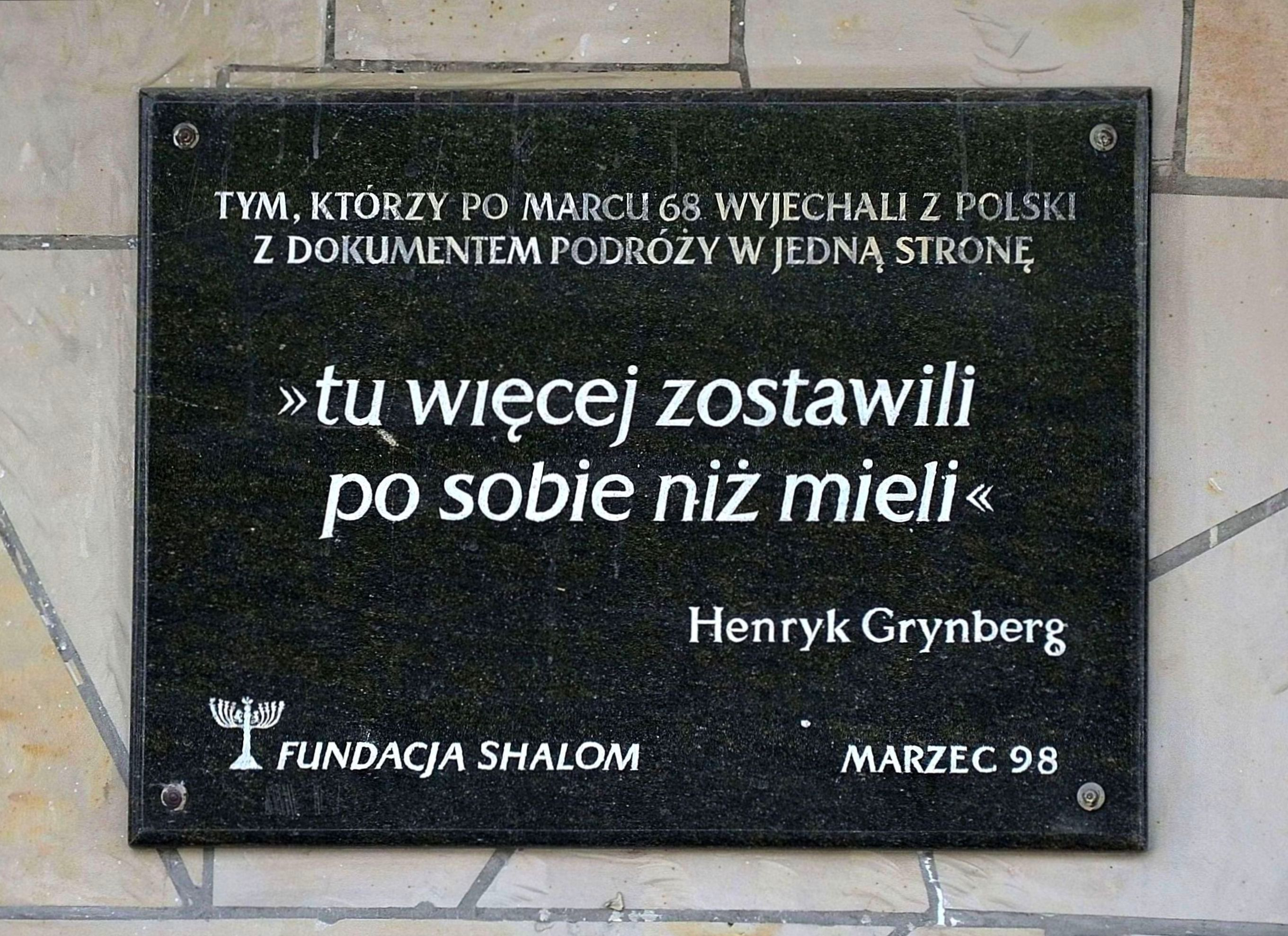
Tablica na budynku dworca upamiętniająca osoby zmuszone do opuszczenia Polski po marcu 1968

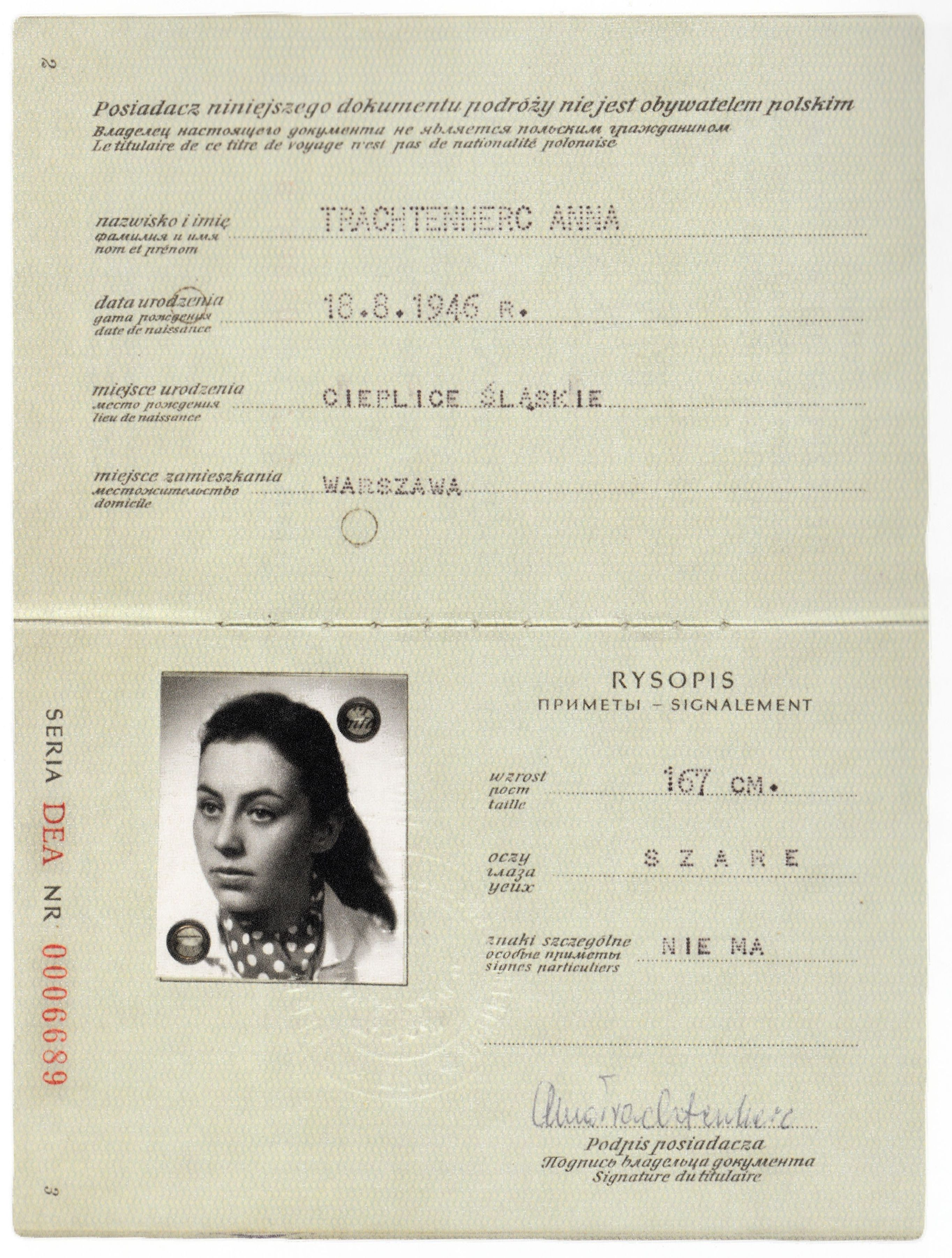
Dokument podróży stwierdzający, że jego posiadacz nie jest obywatelem polskim

Kampania antyżydowska wywołała falę emigracji osób pochodzenia żydowskiego, a także ludzi kultury i naukowców. Według różnych źródeł w 1968 roku z Polski wyjechało od 13 do 20 tys. osób. Żydowscy emigranci (oraz ich niebędący Żydami współmałżonkowie) w celu uzyskania pozwolenia na wyjazd musieli podpisać podanie do Rady Państwa, w którym zrzekali się polskiego obywatelstwa. Zamiast polskich paszportów otrzymywali oni tzw. dokumenty podróży, które były ważne tylko na wyjazd z kraju, bez prawa powrotu. W dokumentach zaznaczono, że jedynym celem podróży jest Izrael. Działalność władz była nielegalna w świetle przepisów krajowych i międzynarodowych.
Symbolicznym miejscem stał się Dworzec Gdański, z którego wielu emigrantów marcowych wyjechało do państw zachodnich. Symbolicznej wymowy nabrał fakt, iż podczas II wojny światowej z Dworca Gdańskiego odchodziły transporty do obozu zagłady w Treblince. Na Dworzec Gdański przybywali zarówno krewni i znajomi emigrantów, jak i osoby, które swoją obecnością solidaryzowały się z wyjeżdżającymi.
Podczas masowej emigracji w 1968 roku Polskę opuścili m.in.: Bronisław Baczko, Zygmunt Bauman, Włodzimierz Brus, Aleksander Ford, Jan Kott, Leszek Kołakowski, Krzysztof Pomian, Arnold Słucki, Witold Wirpsza, Stanisław Wygodzki. Polskę opuściły także osoby, które w latach 40. i 50. pracowały w aparacie bezpieczeństwa lub aparacie partyjnym i w sądownictwie.
Wydarzenia marca 1968 i emigracja doprowadziły do rozpadu i zakończenia działalności przez takie popularne zespoły muzyczne działające przy klubach TSKŻ jak Następcy Tronów ze Szczecina, Nastolatki z Wrocławia czy Śliwki z Łodzi.

## Represje
Do 25 marca 1968 roku zatrzymano 2549 osób. Były to: osoby zatrzymane podczas demonstracji ulicznych, producenci i rozdający ulotki, kurierzy wysyłani do innych ośrodków akademickich. Po 25 marca kontynuowano aresztowania osób, które próbowały kontynuować protesty. Według informacji od Prokuratora Generalnego Kazimierza Kosztirki do października 1968 roku zatrzymano 2732 osoby związane z Marcem. Większość zwolniono, 697 ukarano kolegiami karno-administracyjnymi, 540 objęto śledztwami, a 60 stanęło przed sądem w trybie przyspieszonym. W głośnych procesach skazano na trzy i pół roku więzienia Jacka Kuronia i Karola Modzelewskiego, których uznano za inspiratorów demonstracji. Przywódcę organizacji konspiracyjnej Gdańska Młodzieżowa Grupa Wywiadowcza Jakuba Szadaja skazano na 10 lat więzienia. Procesy odbyły się w Warszawie na przełomie lat 1968 i 1969. Wielu studentów powołano do odbycia czynnej służby wojskowej. Nieznana jest skala zjawiska w wymiarze ogólnopolskim. Na masową skalę relegowano studentów – na Uniwersytecie Warszawskim z listy studentów usunięto 1616 osób, a we Wrocławiu 1553. Reżim Władysława Gomułki wzmógł po Marcu inwigilację społeczeństwa przez SB.

## Stanowisko Kościoła katolickiego
W stosunku do zajść w marcu 1968 roku Kościół zachował daleko idącą wstrzemięźliwość, nie chcąc brać udziału w walce wewnętrznej w PZPR. Episkopat w swoich publicznych enuncjacjach wyraźnie stanął po stronie młodzieży, nigdy natomiast nie odniósł się do kampanii antysemickiej. Prymas Wyszyński stwierdzał na posiedzeniu Komisji Głównej Episkopatu: „Najtrudniejsza to sprawa żydowska. Społeczeństwo polskie na ogół jest przeciwko Żydom i to trzeba mieć przed oczami. Druga rzecz to niesprecyzowany układ sił w partii.”
Takie stanowisko doprowadziło do zmiany postrzegania przez Gomułkę roli Kościoła w państwie. Kościół w dalszym ciągu pozostawał przeciwnikiem politycznym partii komunistycznej, ale okazało się, że tak jak w 1956 i 1957 roku może on odegrać rolę stabilizatora sytuacji. Sprawom ograniczenia roli Kościoła zaczęto poświęcać coraz mniej uwagi, a w polityce wobec duchowieństwa pojawiły się elementy pragmatyczne.

## Następstwa
Po 1968 roku coraz powszechniejsze w wielu miejscach świata stało się postrzeganie Polski jako państwa antysemickiego. W maju 1969 Zgromadzenie Doradcze Rady Europy przyjęło rezolucję potępiającą antysemityzm. W dokumencie domagano się także zaprzestania prowadzenia nagonki antysemickiej w Polsce oraz przywrócenia praw religijnych i kulturalnych Żydom.
W wyniku Marca 1968 pojawiło się nowe pokolenie, które doświadczyło totalitarnego ustroju komunistycznego. Uczestnicy wydarzeń odegrali istotną rolę we wszystkich ruchach opozycyjnych wobec Polski Ludowej. Protesty marcowe były masowym i spontanicznym sprzeciwem młodych ludzi, którzy dojrzewali w PRL-u. Po wydarzeniach marcowych władze bardziej podporządkowały sobie uczelnie. Ograniczono samorządność szkół wyższych (m.in. prawo swobodnego wyboru rektora), usunięto „nieodpowiednich” pracowników naukowych (ich miejsca zajęły osoby bez habilitacji, które wykazywały lojalność wobec PZPR, tzw. marcowi docenci) oraz relegowano najaktywniej protestujących studentów. Na skutek represji wobec studentów i pracowników naukowych osłabła polska nauka (szczególnie humanistyka). Wielu twórców próbowano, za pomocą cenzury, skazać na niebyt i zapomnienie.
Protesty studenckie w Polsce Ludowej cieszyły się sympatią mieszkańców Czechosłowacji. Na wielu uczelniach w CSRS przyjęto rezolucje solidarnościowe, prasa potępiła ataki na studentów i społeczność żydowską. Zwolnionym profesorom Uniwersytetu Warszawskiego zaproponowano pracę na praskim Uniwersytecie Karola.
Z kolei podczas interwencji wojsk Układu Warszawskiego w Czechosłowacji w lecie 1968 zatrzymano w Polsce 130 osób, które w różny sposób manifestowały swój sprzeciw. Podczas obchodów dożynek, które odbywały się 8 września 1968 roku na Stadionie Dziesięciolecia, Ryszard Siwiec dokonał samospalenia w proteście przeciwko interwencji.

## Zmiana oceny wydarzeń 1968 roku w PRL
Na IX Zjeździe PZPR, w lipcu 1981 roku powołana zostaje Komisja do wyjaśnienia przyczyn i przebiegu konfliktów społecznych w dziejach Polski Ludowej, tzw. „komisja Kubiaka”. Jej sprawozdanie, zatwierdzone na plenum KC PZPR 31 maja 1983 roku, odnośnie do oceny wydarzeń z marca 1968 roku stwierdza „Niedocenianie ideologii i rozwoju teorii społecznej przy jednoczesnym niedostrzeganiu niebezpieczeństwa dogmatyzmu i zastoju prowadziło do konserwatywnych tendencji w polityce i tym samym niezwykle utrudniało walkę z rzeczywistym niebezpieczeństwem rewizjonizmu. (...) W cieniu walki z rewizjonistycznymi i kosmopolitycznymi tendencjami rozwinęły się też, zwłaszcza w kierowniczym aktywie partii, przejawy nieoficjalnych podziałów i grupowości, w tym zaś lansowania i tworzenia sztucznej popularności niektórych osób.”
W 1986 roku na łamach „Polityki” – tygodnika należącego do PZPR – ukazał się artykuł „Detektyw” Daniela Passenta polemiczny względem broszury profesora Bogdana Hillebrandta, w której to broszurze autor wraca do tezy, że Marzec był „krecią robotą wrogów socjalistycznej Polski”, a jego celem było dokonanie przez nich „zamachu stanu”. Passent, po raz pierwszy w oficjalnej prasie od 1968 roku, nazwał Marzec „wstydliwą kartą dziejów naszego narodu”, napisał o „marcowym exodusie” obywateli pochodzenia żydowskiego, ironizował o „spisku rewizjonistów i cyklistów” i podsumował: „(...) wydawnictwo odgrzało danie na tyle nieświeże, że aż przykro nad tym talerzem siedzieć, zwłaszcza że podany został nie w porę i nie wiadomo po co, czyli cui bono? (...) Nie można zjawisk społecznych, a zatrzymanie przez milicję ponad 2500 osób wskazuje, iż nie były to przelewki, sprowadzić do kilku starozakonnych stalinistów, którzy za wszelką cenę chcieli wrócić do władzy (...). Hillebrandt zrobiłby lepiej gdyby zachował się ciszej nad tą trumną.”.
W 1988 roku, w 20. rocznicę Marca, można było już w miarę otwarcie pisać o tamtych wydarzeniach.